# Kowloon
Kowloon (pronunciado /Káu-Lon/ en español; en cantonés: 九龍, en yale: Gáulùhng, literal: 'nueve dragones') es un distrito ubicado en la región administrativa especial de Hong Kong, República Popular China, Constituido por la península de Kowloon y la zona Nueva Kowloon. Tiene una población de 2 019 533 habitantes y una superficie de 47 km² (densidad de 43 033 hab/km², en 2006). Es, por lo tanto, la ciudad con mayor densidad de población del mundo, seguida de Macao.[cita requerida]

## Administración
El distrito de Kowloon se divide en cinco distritos menores:
- Ciudad de Kowloon
- Kwun Tong
- Sham Shui Po
- Wong Tai Sin
- Yau Tsim Mong

### Localidades
Kowloon alberga las siguientes localidades:
| - Anderson Road - Austin - Cha Kwo Ling - Cheung Sha Wan - Diamond Hill - Jordan - Hammer Hill - Hung Hom - Ho Man Tin - Kai Tak - Kowloon Bay - Kowloon City - Kowloon Tong - Kwun Tong - Lai Chi Kok - Lam Tin - Lei Yue Mun | - Ma Tau Wai - Mong Kok - Ngau Chi Wan - Ngau Tau Kok - Prince Edward - San Po Kong - Sau Mau Ping - Sham Shui Po - Shek Kip Mei - Tai Kok Tsui - To Kwa Wan - Tsim Sha Tsui - Tsz Wan Shan - West Kowloon - Wong Tai Sin - Yau Ma Tei - Yau Tong |

## Toponimia
El nombre Kowloon es una transliteración del cantonés 九龍 (Gau2 Lung4), que significa nueve dragones; según una leyenda es por ocho montañas al norte que coinciden en forma de dragón y un emperador, otro argumento sugiere que nueve significa estar más cercano al diez.

## Ciudad Amurallada de Kowloon
La Ciudad amurallada de Kowloon fue una anomalía política de la historia colonial de Hong Kong. Un pequeño enclave chino ubicado en el Hong Kong británico. Se caracterizó por lo curioso de su existencia hasta su demolición en 1993, siendo en la actualidad un parque.
El establecimiento se remonta a la dinastía Song, cuando fue utilizado como puesto de vigilancia contra los piratas que amenazaban el comercio de sal en la zona. Situada en la península de Kowloon, junto a la isla de Hong Kong, fue reconstruido a mediados del siglo XIX como fortaleza. Tras la cesión de Hong Kong al Imperio británico en 1842, las autoridades chinas establecieron en la Ciudad Amurallada un punto de control para supervisar la actividad de la zona. El convenio para la anexión de nuevos territorios (1898) a favor de Gran Bretaña excluía la Ciudad Amurallada, lo que permitió a China mantener sus tropas en el lugar, en cuanto no entorpeciese la actividad británica. La población era tan solo de 700 personas. 
A comienzo de los años 1980, la población se estimaba en más de 35 000 habitantes. La ciudad sin ley era conocida por sus excesos, sus fumaderos de opio, sus traficantes de cocaína, sus casinos, los puestos de comida en los que se servía carne de perro y las fábricas secretas de falsificaciones diversas. Curiosamente, Kowloon era famosa también por la cantidad de dentistas que allí desarrollaban su actividad, de forma inimaginablemente antihigiénica.
En 1991 comienza el desalojo de la antigua ciudad amurallada, que no concluiría hasta 1993, no sin la oposición de habitantes y comerciantes que consideraban insignificantes las indemnizaciones y ayudas que recibieron (2700 millones de HK$). Kowloon había alcanzado una población superior a los cincuenta mil habitantes, viviendo en sus escasos 0,026km², ostentando el récord de tener la mayor densidad de población del planeta con 1 923 076,92  habitantes por km².